# Georg von Waldstätten (Generalmajor)

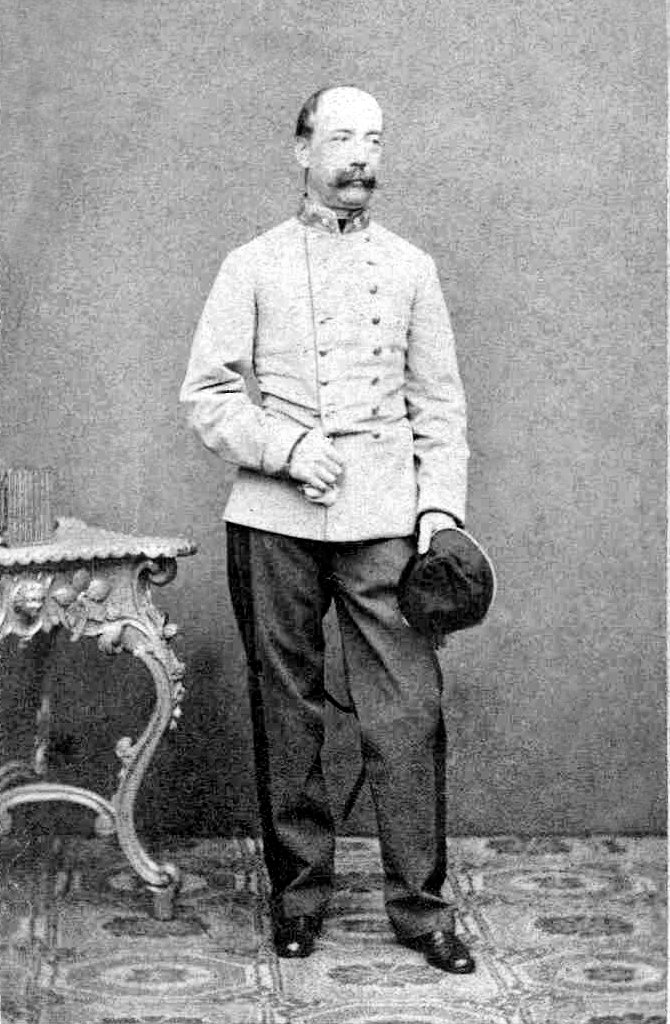
Georg Freiherr von Waldstätten, Generalmajor, 1866

Georg Freiherr von Waldstätten (* 27. April 1815 in Krems an der Donau; † 15. Oktober 1881 in Eberstein, beerdigt in Klagenfurt) war ein österreichischer Offizier (Generalmajor) aus der Familie von Waldstätten.

## Biographie
Der Sohn des Johann Baptist Ignaz von Waldstätten wurde am 4. Oktober 1833 Fähnrich im Infanterieregiment Nr. 3 Erzherzog Karl, Leutnant am 21. Mai 1839, dann am 16. April 1842 Oberleutnant beim Infanterieregiment Nr. 29 Hartmann v. Hartenthal, am 16. Dezember 1847 Kapitänleutnant beim Infanterieregiment Nr. 13 Wimpffen, am 29. November 1848 Hauptmann. Als solcher beteiligte er sich 1849 an den Kriegen in Ungarn. Er rückte am 18. Februar 1855 zum Major und Flügeladjutanten Seiner Majestät Kaiser Franz Joseph I. und wurde am 9. April 1858 Oberstleutnant.
Vom Oberstleutnant zum Oberst (9. Juni 1859) und Kommandanten des Regiments Nr. 26, Großfürst Michael von Russland befördert, nahm er an den Feldzügen 1859 in Italien und – als Oberstbrigadier – 1866 gegen Preußen teil.
Er führte eine Brigade im VI. Korps unter General Ramming und nahm am 27. Juni an der Schlacht bei Nachod und am 3. Juli an der Schlacht von Königgrätz teil. In Anerkennung dessen avancierte er zum Generalmajor (Ernennung 21. August 1866, Rang vom 23. August 1866), sodann zum 1. November 1867 pensioniert.
Georg wurde mehrfach geehrt, u. a. mit dem Komturkreuz des königlich sächsischen Albrechts-Ordens sowie dem Kommandeurkreuz des Großherzoglich Hessischen Ludwigsordens.

## Familie
Er heiratete am 14. September 1867 in Klagenfurt Wilhelmine (* 6. Oktober 1843 in Klagenfurt; † 15. Januar 1928 ebenda), Tochter des Adolf Freiherrn von Aichelburg und der Emma von Litzelhofen.
Der Freiherr wurde in Klagenfurt mit militärischen Ehren zu Grabe getragen. Ein Bataillon des Infanterieregiments „König der Belgier“ und die Ulanen vom dortigen Regiment erwiesen ihm das letzte Geleit.